# 村田凪
村田 凪（むらた なぎ、2000年〈平成12年〉6月14日 - ）は、日本の俳優。群馬県出身。男性。身長178cm。ふたご座。エヴァーグリーン・エンタテイメント（E-Next）所属。
特技はバスケットボール。趣味はアニメ、映画鑑賞、漫画、銭湯。

## 出演
太字は主演

### 映画
- ライアー×ライアー（2021年2月19日、監督：耶雲哉治）[1]
- 彼女来来（2021年6月18日、監督：山西竜矢）[1][2]
- ハニーレモンソーダ（2021年7月9日、監督：神徳幸治）[1][2]
- 真夜中乙女戦争（2022年1月21日、監督：二宮健）[1][2]
- KAPPEI（2022年3月18日、監督：平野隆）[1][2]
- 東京卍リベンジャーズ2（2023年6月30日、監督：英勉）[1]
- 違う惑星の変な恋人（2024年1月26日、監督：木村聡志） - 柱谷 役[2][5]
- GEMNIBUS vol.1（2024年6月28日、監督・脚本：本木真武太）[1]
- 初級演技レッスン（2025年2月22日、監督：串田壮史）[6]
- ROPE（2025年7月25日、監督：八木伶音） - 飯島直人 役[7]

### テレビドラマ
- そのご縁、お届けします-メルカリであったほんとの話- 第1話（2020年11月3日、MBS、監督：片桐健滋、脚本：北川亜矢子）[1]
- お茶にごす。 第11話（2021年12月17日、テレビ東京、原作：西森博之、監督：古澤健／髙土浩二、脚本：加藤拓也／幸修司）[注釈 1][1]
- しもべえ 第1話（2022年1月7日、NHK、原作：村田ひろゆき、脚本：荒木哉仁／遠山絵梨香）[1][2]
- 明日、私は誰かのカノジョ Season2 第1話 - 第5話（2023年3月19日 - 4月16日、MBS、原作：をのひなお、監督：菅原正登／権野元）[1][2]
- けむたい姉とずるい妹（2023年10月9日 - 11月27日、テレビ東京、原作：ばったん、監督：井樫彩、戸田彬弘）[1][2]
- パリピ孔明 第3話・第4話（2023年10月11日・18日、フジテレビ、原作：四葉夕卜／小川亮、脚本：根本ノンジ）[1][2]
- GO HOME〜警視庁身元不明人相談室〜 第4話（2024年8月3日、日本テレビ）
- 民王R 第7話（2024年12月3日、テレビ朝日） - 三上 役
- 御上先生 第7話（2025年3月2日、TBS） - 佐々木 役

### 配信ドラマ
- 「堕ちる」『スマホラー』[注釈 2]（2021年、smash.〈バーティカルシアター〉、監督：野本梢、総合監修：清水崇）[1][8]
- 覆面D 第1話（2022年10月15日、AbemaTV、企画・脚本：鈴木おさむ）[1]
- 君と世界が終わる日に Season4（2023年3月19日 - 4月16日、Hulu、企画・脚本：鈴木おさむ）[1]
- 「新垣蒼汰」『I am...』[注釈 3]（2024年1月26日、FOD、監督：渋江修平[9]、脚本：伊達さん[9]） - 新垣蒼汰 役[1][9][10]
- 1122 いいふうふ 第7話（2024年6月14日、Amazon Prime Video、原作：渡辺ペコ、監督：今泉力哉、脚本：今泉かおり）[11][12]
- REAL 恋愛殺人捜査班 Episode.4（2024年7月19日 - 、FOD） - 村雨大地の友人 役
- トクリュウ -闇バイトの罠-（2025年5月17日、BUMP） - 金丸 役[13]

### CM
- 呪術廻戦 第27巻　「ファンタ学園 超人先生」ムービー（2024年07月04日、YouTube、ジャンプチャンネル〈@jumpchannel〉） - 羂索 役[14][15]

### 雑誌
- MEN'S NON-NO（2020年01月号）[1]
- Them magazine（2021年）[1]

### ミュージックビデオ
- 名前を呼ぶよ（2021年、SUPER BEAVER）[1][2]
- リトルダンサー（2021年、WurtS）[1][2]
- プレゼント（2024年、マルシィ）[16]

### その他
- CIOPANIC／2019AW（2019年）[1]
- Droptokyo』 (2020年／2021年）[1][17][18][19]
- DAIRIKU × SUGARHILL × BEAMS（2021年）[1][20]
- LAD MUSICIAN　SS2021（2021年）[1]